# ديفيد سميث (سياسي أسترالي، مواليد 1861)
ديفيد سميث (بالإنجليزية: David Smith)‏ هو سياسي أسترالي، ولد في 18 نوفمبر 1861، وتوفي في 24 يناير 1943 في بنديجو في أستراليا. نشط حزبياً في حزب العمال الأسترالي (1904 – 1904) ومستقل (1914 – 1914) (1917 – 1917). وقد انتخب عضو الجمعية التشريعية فيكتوريا عن دائرة Electoral district of Bendigo West ‏ (1 يونيو 1904 – 1924).